# Sunds Herred
Sunds Herred var et herred i Svendborg Amt. Herredet hørte fra 1662 til Nyborg Amt, indtil det ved reformen af 1793 blev en del af Svendborg Amt.
I herredet ligger købstaden Svendborg og følgende sogne:
- Bjerreby Sogn
- Bregninge Sogn
- Drejø Sogn
- Egense Sogn
- Fredens Sogn
- Kirkeby Sogn
- Kværndrup Sogn
- Landet Sogn
- Lunde Sogn
- Ollerup Sogn
- Sankt Jørgens Sogn
- Sankt Nikolaj Sogn
- Skårup Sogn
- Stenstrup Sogn
- Strynø Sogn
- Sørup Sogn
- Thurø Sogn
- Tved Sogn
- Vor Frue Sogn
- Øster Skerninge Sogn